# 소금 평원

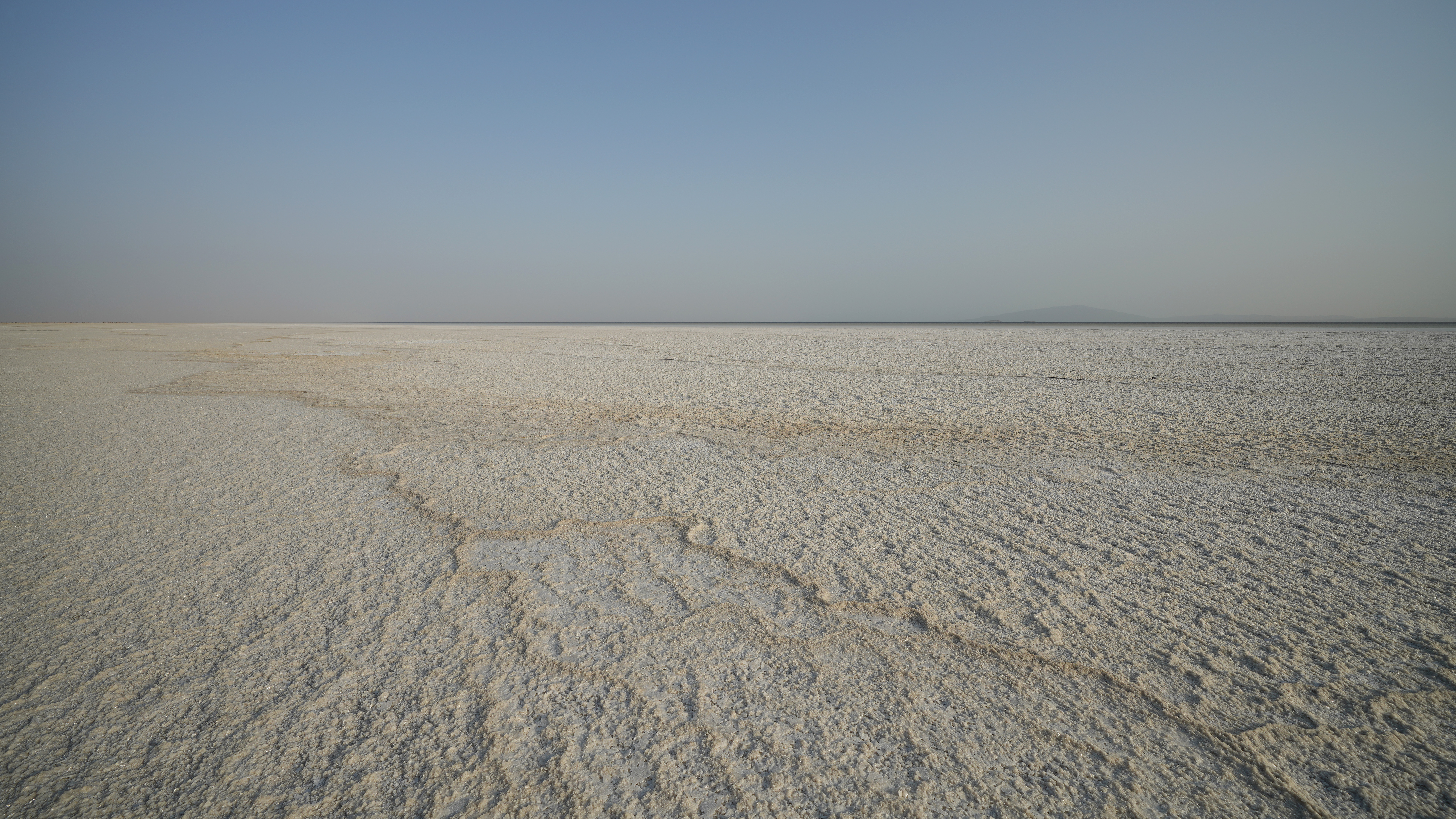
에티오피아 아파르 저지대의 카룸 호수.

염원(鹽原) 또는 소금 평원은 소금이나 다른 광물로 뒤덮인 평원이다. 자연적으로 생겼다는 점에서 염전과는 다르다.
원래 호수였던 것이 증발해버리면서 생긴다.
생각보다 아주아주 넓은 소금 평원도 있다.